# Patreliura lacteinota
Patreliura lacteinota là một loài bướm đêm thuộc phân họ Arctiinae, họ Erebidae.